# Skarsholen
Skarsholen är ett berg i Antarktis. Det ligger i Östantarktis. Norge gör anspråk på området. Toppen på Skarsholen är 2 860 meter över havet.
Terrängen runt Skarsholen är kuperad åt sydväst, men åt nordost är den bergig. Trakten är obefolkad. Det finns inga samhällen i närheten. 